# Vivre (film, 2012)
Pour les articles homonymes, voir Vivre.
Pour plus de détails, voir Fiche technique et Distribution.
Vivre (en russe : Жить) est un film dramatique russe dont Vassili Sigarev est le réalisateur  et le scénariste. La première du film a eu lieu le 31 janvier 2012 au Festival international du film de Rotterdam.

## Synopsis
Le cœur de l'intrigue est formé par trois histoires parallèles, dont les héros font face à l'épreuve la plus difficile de leur vie, la perte d'un être proche. Un petit garçon perd son père, une jeune fille une personne qu'elle aimait, une femme entre deux âges perd des filles jumelles. Chaque histoire à sa conclusion : comment chacun choisit de vivre après ces morts. Ces trois histoires sont présentées sur fond de vie quotidienne, dans la Russie profonde d'aujourd'hui, avec ses  conditions de vie et ses problèmes sociaux les plus pénibles pour ce pays.
« L'être humain peut ressentir, souffrir, aimer. Il est capable d'accepter son sort, même quand il perd ce qu'il a de plus précieux : un être cher et proche. Il lui reste le sens de la vie et le désir de vivre. Il se place du côté de ceux qui restent. Mais les personnages du film ne sont pas prêts à accepter la perte de ceux qui sont morts. Ils se lancent un défi, déclarent la guerre et arrivent aux limites de l'humain »

## Distribution
- Iana Troianova
- Alexeï Filimonov
- Olga Lapchina
- Evgeni Sytyе
- Anna Oukolova
- Dmitri Koulitchkov
- Irma Arendt
- Iana Sekste

## Fiche technique
- Titre original : Жить
- Titre en français : Vivre
- Réalisation et scénario : Vassili Sigarev
- Photographie : Alicher Khamidkhodjaev
- Musique : Pavel Donodov
- Tournage : à Souvorov (oblast de Toula)
- Producteur : Roman Borissevitch

## Critiques
Le film a obtenu un accueil très positif de la critique. 
Le réalisateur roumain Cristi Puiu, en remettant à Vassili Sigarev le prix Le Lys d'or au 12e festival international des pays d'Europe centrale et orientale Go East, a souligné son « courage dans l'expression de l'indicible, comme seul le cinéma peut le représenter ».
Selon le présentateur et producteur Sem Klebanov, « Sigarev fait preuve d'une habileté remarquable dans le travail de facture visuelle et possède la capacité de conduire ses acteurs jusqu'à leurs limites, puis de dépasser celles-ci ».
Le critique de cinéma Vassili Koretski considère que Vassili Sigarev a fait preuve très rapidement de beaucoup de progrès dans son œuvre. Depuis le style exotique russe de La Toupie jusqu'à une expression puissante, intégrale et complexe de l'existence, toujours sur fond de texture sociale russe, mais dépassant largement les limites du genre en matière de critique sociale. Selon Koretski, Sigarev ne nous rappelle pas une nouvelle fois à quel point il est difficile de vivre en Russie, mais parle de ce que c'est de vivre et de mourir.
Le réalisateur Youri Bykov, comparant ce film de Sigarev aveс son film homonyme Vivre (2010), avoue qu'il a beaucoup aimé le film de Sigarev : « Mais je dois admettre, que bien que ses images ne soient pas encore assez fortes, c'est un niveau tout à fait autre de cinéma et que c'est un travail merveilleux ».

## Prix et récompenses
- 2012 : Festival international du film de Wiesbaden[5]
  - Grand Prix Lys d'or
  - Prix de la Fédération internationale de la presse cinématographique
- 2012 : Kinotavr[6]
  - Meilleur réalisateur — Vassili Sigarev
  - Meilleur opérateur — Alicher Khamidkhodjaev
  - Prix de la  Guilde des critiques de cinéma russe
- 2012 : Troisième festival international de théâtre et de cinéma contemporain Texture à Perm en Russie[7]
  - Prix de L'actrice d'aujourd'hui — Olga Lapchina
- 2012 : Prix Bely slon (éléphant blanc) de la  Guilde des critiques de cinéma russe
  - Meilleur opérateur — Alicher Khamikhodjaev
  - Meilleur second rôle féminin — Olga Lapchina
- 2013 : nommé au prix Nika :
  - Meilleur rôle féminin — Iana Troianova
  - Meilleur second rôle féminin — Olga Lapchina
- 2013 : Prix Georges :
  - Prix spécial du cinéma d'aujourd'hui sur le site Filmz.ru